# Toon Meerman
Toon Meerman (Rotterdam, 13 oktober 1933 - maart 2023) was een Nederlandse voetballer. Meerman speelde vele jaren voor Feyenoord en was een vrij actieve aanvaller.
In de jeugd speelde Meerman bij RVV Delfshaven en RVV Hillesluis voordat hij de overstap maakte naar Feyenoord in 1951. Op 6 juni 1953 debuteerde hij in de hoofdmacht in een wedstrijd tegen stadgenoot Xerxes (2-2 gelijk). Meerman speelde samen met andere bekende Feyenoord-aanvallers van die tijd als Cor van der Gijp en Henk Schouten. Vanwege zijn zwarte haardos, werd Meerman ook wel bijgenaamd "Zwarte Toon". Zijn laatste officiële wedstrijd was tegen PSV (1-1 gelijk) op 18 mei 1959. In 1960 kocht Excelsior Meerman voor naar verluidt 30.000 gulden. Bij Excelsior beëindigde Meerman zijn voetballoopbaan.